# Chorągiew tatarska Dawida Romanowskiego

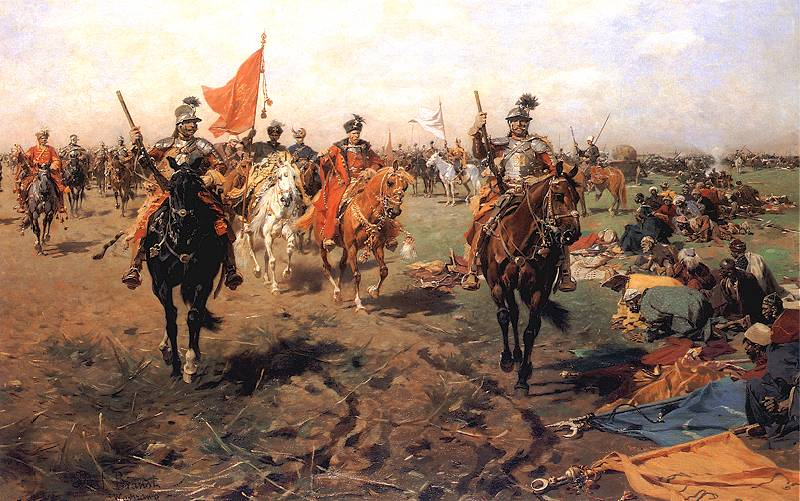
Składanie sztandarów (mal. Józef Brandt)

Chorągiew tatarska Dawida Romanowskiego – chorągiew tatarska jazdy koronnej II połowy XVII wieku.
Rotmistrzem chorągwi był Dawid Romanowski.
Jej żołnierze brali udział w działaniach zbrojnych wojny polsko-rosyjskiej 1654–1667 i wojnie polsko-kozacko-tatarskiej 1666–1671.

## Bitwa pod Ścianą
W II połowie grudnia 1666 roku, hetman kozacki Piotr Doroszenko przy wsparciu Ordy Krymskiej, uderzył niespodziewanie na dywizję koronną pułkownika Sebastiana Machowskiego, rozłożoną na zimowych leżach pod Ścianą i Braiłowem.
Starcie zakończyło się pogromem wojsk polskich. W czasie bitwy pod Braiłowem doszczętnie zniszczono cztery chorągwie tatarskie: Mustafy Kosińskiego, Samuela Sulejmanowicza, Dawida Romanowskiego i Ułana Zasulskiego. 

## Osiedlanie się naekonomiachpo 1679
Skarb Rzeczypospolitej pod długoletnich wojnach był pusty, dlatego król Jan III Sobieski obiecał wynagrodzić żołnierzy chorągwi tatarskich ziemiami w ekonomiach Wielkiego Księstwa Litewskiego. Od 1679 roku zaczęto umieszczać Tatarów w niektórych wsiach w ekonomiach: brzeskiej, grodzieńskiej i kobryńskiej.
Rotmistrza Dawida Romanowskiego z oficerami z jego chorągwi ulokowano w Studziance, w ekonomii brzeskiej.